# Népliget (Rennstrecke)
Die Rennstrecke im Népliget war eine Motorsport-Rennstrecke in Budapest. Der temporäre Straßenkurs wurde für den Großen Preis von Ungarn 1936 und von 1963 bis 1970 für die Tourenwagen-Europameisterschaft genutzt.

## Veranstaltungen

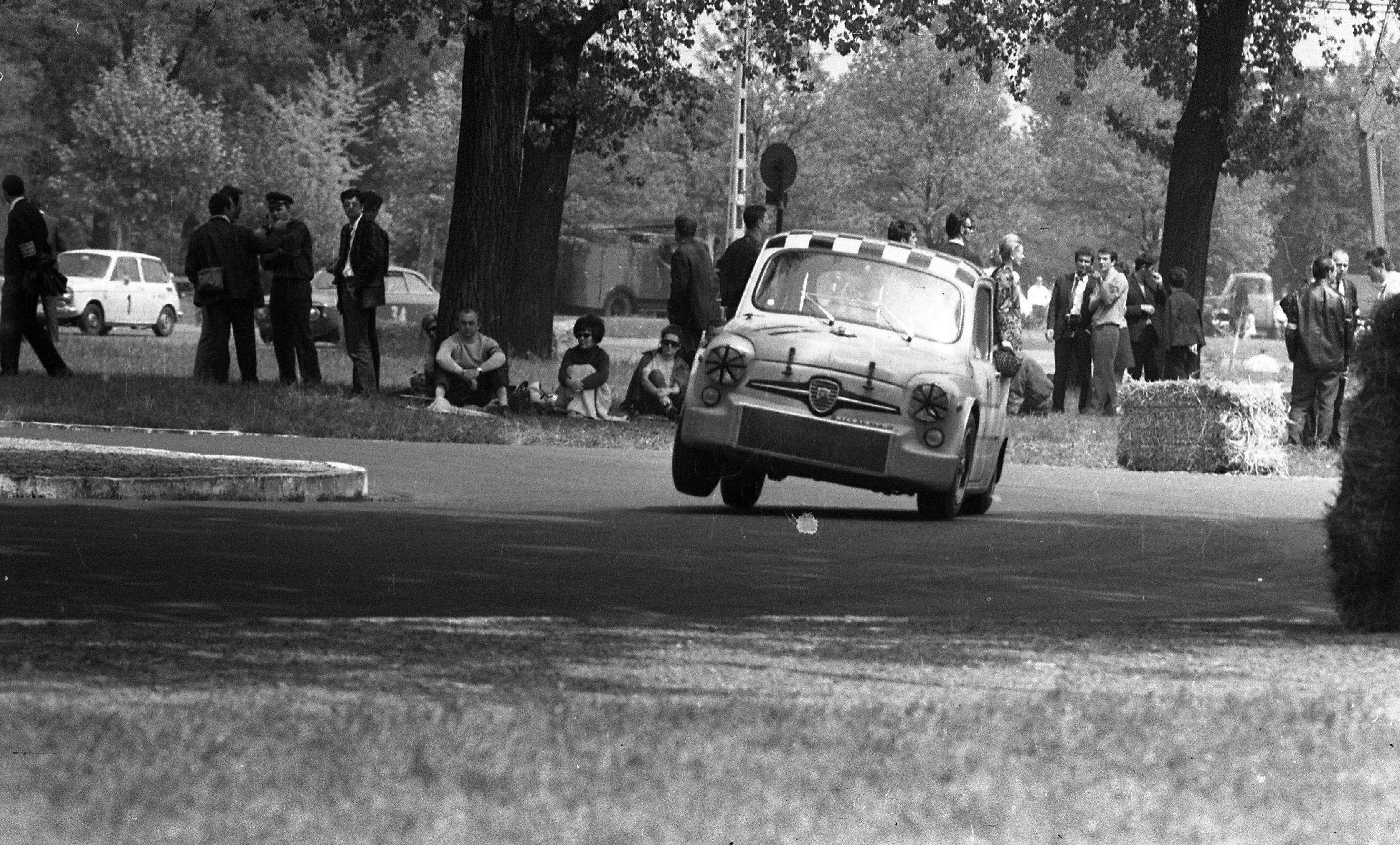
Tourenwagen-EM 1969 im Népliget

Der Kurs im Budapester Volkspark Népliget, der Schauplatz des Großen Preises von Ungarn 1936 war, hatte eine Länge von 4,988 km. Zwei geplante weitere Ausgaben 1937 und 1938 fanden nicht statt, 1939 machte der Zweite Weltkrieg für Jahre jegliche weitere Motorsportveranstaltung unmöglich.
Erst 1963 machte auf einem leicht verlängerten Layout des Kurses die Tourenwagen-Europameisterschaft Station. Die Rennstrecke war 1963–1964, 1966–1967 und 1969–1970 Austragungsort von Rennen der Tourenwagen-EM. Die Formel 1 erwog für 1984 ein Antreten auf dem Kurs für den ersten Großen Preis von Ungarn im Jahr 1986, jedoch wurde das Vorhaben abgesagt, als feststand, dass für die Herrichtung der Strecke zu viele Bäume hätten gefällt werden müssen.